# Pieter Snellen
Pieter Cornelius Tobias Snellen, född den 30 augusti 1832 i Rotterdam, död där den 29 mars 1911, var en holländsk entomolog.
Snellen, som var köpman i sin hemstad, utgav två böcker om fjärilar. Den första boken gav han ut 1892 med titeln Lepidoptera / door P.C.T. Snellen met eene inleidung door Joh. F. Snelleman. Det andra verket The Rhopalocera of Java skrev han tillsammans med Hans Frustorfer  och Murinus Cornelius Piepers. Boken gavs ut 1909 och har sedan dess tryckts i många nyutgåvor. Man skall inte blanda ihop honom med Samuel Constantinus Snellen van Vollenhoven, som också var entomolog från Rotterdam.